# Молокоотсос

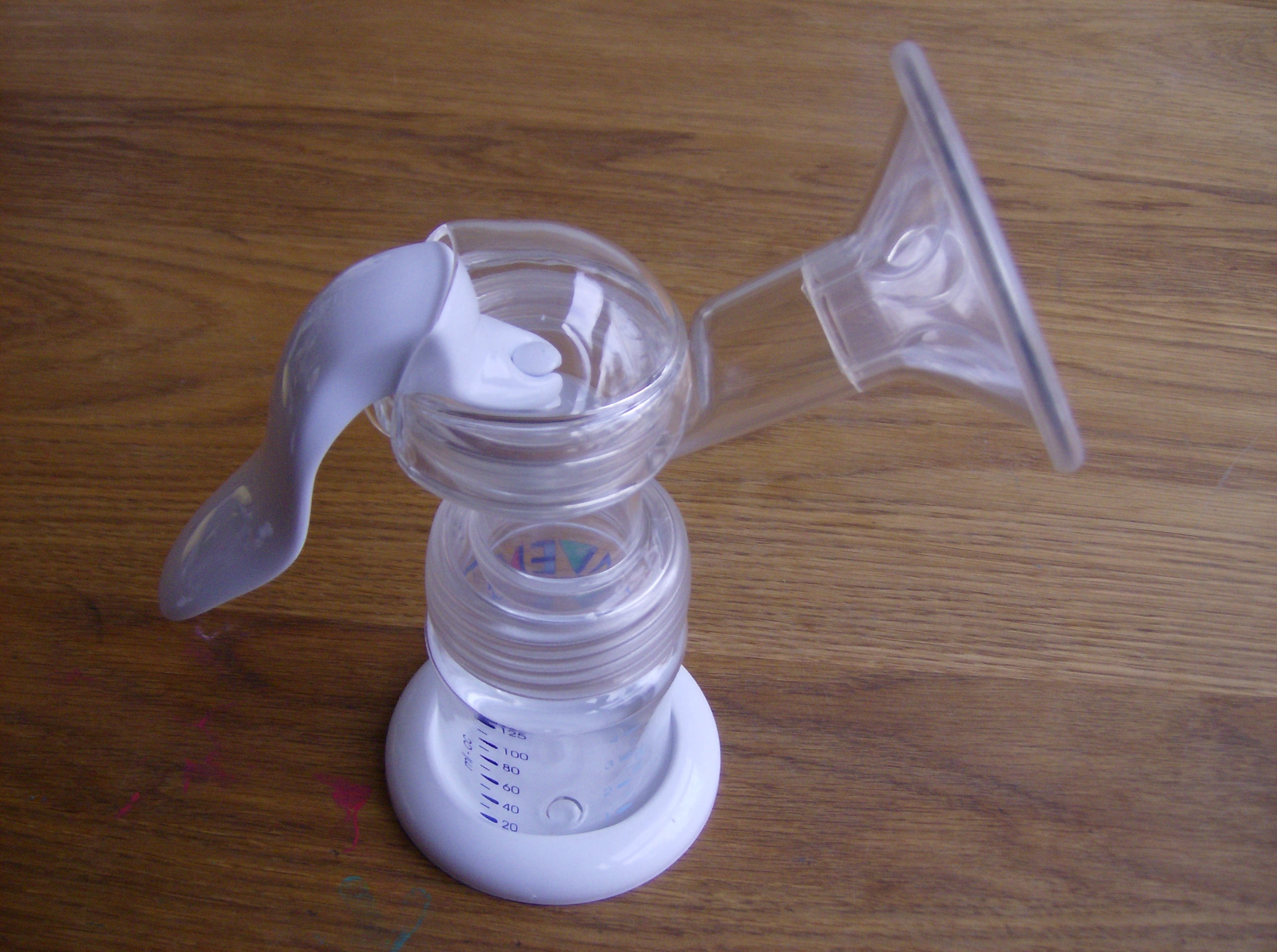
Ручной домашний молокоотсос Philips AVENT

Молокоотсо́с — устройство, предназначенное для сцеживания грудного молока. Молокоотсосы могут быть ручными, приводимыми в действие силой рук или ног, или электрическими, действующими от сети или батареек.

## История молокоотсосов
Считается, что первый молокоотсос изобрёл в XVI веке французский хирург Амбруаз Паре.
До нашего времени сохранились только более поздние экземпляры молокоотсосов (один из них на изображении ниже,
изображение другого старинного молокоотсоса 1840—1870 по ссылке).
На 20 июня 1854 года в США был выдан первый патент на молокоотсос О. Н. Нидхэму. Несколько лет спустя, в 1863 году, Л. О. Колбин изобрёл и запатентовал другой молокоотсос. Эти молокоотсосы заложили фундамент в направлении эффективного сцеживания молока. Первый механический молокоотсос, который моделировал сосание ребёнком груди, был сделан в начале 1920 года по проекту инженера Эдварда Ласкера.
Эйнар Эгнелл потратил много времени на целенаправленные исследования, чтобы узнать физиологию работы женской груди в период лактации и кормления. Он опубликовал свои выводы в статье «Точка зрения о том, что происходит в женской груди во время различных методов сбора молока» в 1956 году.

## Причины использования[5]
Женщины используют молокоотсосы по разным причинам. Многие женщины используют молокоотсосы, чтобы продолжать грудное вскармливание после их возвращения на работу или при вынужденном разлучении с ребёнком. Молокоотсос используется, чтобы сцеживать грудное молоко, которым потом кормят детей во время отсутствия матери близкими родственниками или нянями. Молокоотсос также может применяться для стимулирования лактации у женщин с низкой выработкой молока или для индуцирования лактации у женщин с приемными детьми. Молокоотсос используют для облегчения нагрубания груди (болезненном состоянии при переполнении груди), при лактостазе, мастите или при гиперлактации. Если ребёнок по каким-либо причинам не может сосать грудь, то мать может кормить его сцеженным с помощью молокоотсоса грудным молоком. В случаях, когда мать должна принимать лекарства, не совместимые с грудным вскармливанием, она может на период лечения поддерживать лактацию регулярным сцеживанием груди. То есть женщина может использовать молокоотсос в любых случаях, когда необходимо сцеживание груди. Ошибочно мнение, что при застоях молокоотсос может полностью расцедить застой. В этом случае необходим массаж груди руками и теплые компрессы, только после этого сцеживание и окончательное доцеживание производится также руками.

## Сбор и хранение молока
Сцеженное грудное молоко возможно не только использовать для кормления ребёнка сразу же после сцеживания, но и сохранить его в течение длительного срока. Так, например, сцеженное грудное молоко может оставаться неиспорченным в течение 6 часов при температуре 20 градусов по Цельсию, а в холодильнике или в морозильной камере - до 6 месяцев и дольше. Кроме того, в разных странах имеются банки донорского молока. Донорским молоком докармливают недоношенных детей, а также детей, матери которых не могут кормить по каким-либо причинам. В России есть три банка донорского молока в Москве, Челябинске и Уфе, также некоторые роддома организуют сбор и хранение донорского молока для использования внутри своего медучреждения.
Ёмкости, в которых может храниться сцеженное грудное молоко, могут быть различными: контейнеры, бутылки и прочее. Для длительного хранения и заморозки наиболее подходят специальные стерильные пакеты, которые крепятся к молокоотсосу, и грудное молоко в процессе сцеживания сливается сразу в них.

## Виды молокоотсосов, их свойства и различия
По области применения молокоотсосы можно разделить на клинические и бытовые.
- Бытовые молокоотсосы предназначены для индивидуального использования в домашних условиях.
- Клинические молокоотсосы — профессиональные медицинские молокоотсосы для применения в условиях лечебных учреждений (клиник, роддомов, больниц), а также в системах проката медицинского оборудования. Клинические молокоотсосы, в отличие от бытовых, имеют длительный ресурс использования, оснащены специальными индивидуальными гигиеническими комплектами для сцеживания, которые исключают риск инфицирования при передаче прибора от мамы к маме.

По возможности одновременного сцеживания одной или двух молочных желез молокоотсосы можно разделить на молокоотсосы двойного или одинарного сцеживания.
Принцип действия любых видов молокоотсосов одинаков — это создание в области соска и ареолы груди разрежения (вакуума), которое способствует выделению грудного молока. Таким образом, основные отличия принципов действия молокоотсосов между собой заключаются в способах создания этого разрежения.
Прежде всего, по принципу действия молокоотсосы классифицируются на механические и электрические. 

### Механические молокоотсосы
Механические молокоотсосы, называемые также ручными, приводятся в действие при помощи силы рук. 
Ручные молокоотсосы различаются по типу механизма, создающего вакуум в устройстве.
- Поршневые – вакуум создается при помощи поршня, который приводится в действие нажатием на специальную ручку.
- Помповые – вакуум создается за счет сжимания резиновой груши.
- Грушевые. Аналогично помповым, вакуум создается при помощи резиновой груши, которая, однако, не прикреплена непосредственно к воронке молокоотсоса, как в предыдущем варианте, а соединяется с ней при помощи полого шнура.
- Шприцевые – вакуум создается за счет движения двух цилиндров друг относительно друга.

### Электрические молокоотсосы
В электрических молокоотсосах механизм создания вакуума осуществляется при помощи электродвигателя. Мотор может крепиться как на самой воронке, которая прикладывается к груди, так и быть отдельно. В последнем случае разрежение передается в воронку через специальные трубочки.
Электрические молокоотсосы можно разделить на две группы: с аналоговым и цифровым управлением.
Молокоотсосы с аналоговым управлением работают, как правило, в одном ритме и имеют регулировку по силе создаваемого вакуума.
Молокоотсосы с цифровым управлением — более сложные электронные системы, которые могут изменять не только силу вакуума, но и частоту, имитируя естественный ритм сосания ребёнком груди. Такие молокоотсосы называют двухфазные. Кроме того, самые современные электронные молокоотсосы могут запоминать процесс сцеживания и воспроизводить его впоследствии. Имеются также клинические молокоотсосы со сменными смарт-картами для разных случаев — сцеживания для матерей доношенных или недоношенных младенцев.

#### Двухфазные молокоотсосы
Исследования, возглавляемые профессором Питером Хартманном, проводимые в Университете Западной Австралии, дали возможность понять особенности процесса сосания ребёнком груди. Сначала ребёнок частыми несильными сосательными движениями стимулирует грудь к выделению молока, а затем, когда молоко начинает выделяться, характер сосания меняется на более медленный и сильный. В этом принцип первой фазы — стимуляции и второй — непосредственно сцеживания. Таким образом достигается наиболее комфортное и эффективное сцеживание

## Производители молокоотсосов
Число производителей молокоотсосов велико. Почти у каждого известного бренда товаров для новорождённых в линейке продукции есть молокоотсосы. Но производителей, которые узко специализируются в этом направлении — молокоотсосы и принадлежности для грудного вскармливания, очень мало. На нашем российском и белорусском рынке присутствуют некоторые из них:
- Ameda
- Dr. Brown's
- Grovet
- Lansinoh
- Medela
- Nuby
- Philips AVENT
- Chicco
- Lactea

## Другая продукция и принадлежности для грудного вскармливания
- Система докорма у груди